# Masa jezici
Masa jezici, skupina od osam čadskih jezika koji se govore na području Čada i Kameruna. 
Predstavljaju je: herdé [hed] (40,000; 1999 SIL); marba [mpg] (148,000; 2006); masana [mcn] (233,000); mesme [zim] (20,100; 1993 popis); musey [mse] (229,000); ngete [nnn] (10,000; 1991 UBS); pévé [lme] (35,720); i gotovo izumrli zumaya [zuy] (25; 1987 SIL).
Prema ranijoj klasifikaciji postojalo je devet jezika, to je bio monogoy čiji je identifikator bio [mcu], a povučen je iz upotrebe. Monogoy se danas vodi kao dijalekt jezika marba. Identifikator [mcu] danas označava kamerunski mambila jezik.

## Vanjske poveznice
- Ethnologue (14th)
- Ethnologue (15th)